# Robert Verbeek
Robert Verbeek (Rotterdam, 26 juli 1961) is een Nederlands voormalig voetballer en huidig voetbaltrainer.

## Spelerscarrière
Verbeek kwam in 1978 vanuit de jeugd bij de selectie van het eerste van Sparta Rotterdam. Hij speelde aanvankelijk vooral voor het reserveteam. Verbeek was Nederlands jeugdinternational. In 1980, net nadat zijn oudere broer Pim Verbeek om dezelfde reden was afgekeurd, kreeg hij een zware knieblessure waaraan hij geopereerd moest worden. Ook in 1983 kreeg hij knieproblemen en in 1984 werd hij daarom afgekeurd voor het spelen van betaald voetbal. In maart 1985 maakte hij zijn rentree bij GVV Unitas in de Hoofdklasse waar zijn broer toen trainer was. In die periode speelde hij ook in het Nederlands amateurvoetbalelftal. In 1987 ging hij op lager niveau spelen bij EDS, waar hij eerder al teamleider van het tweede team was. In 1988 zou Verbeek speler/trainer bij SCR/Zwart-Wit worden maar werd jeugdtrainer bij PSV.

## Trainerscarrière
In 1996 werd Verbeek hoofdtrainer van Dordrecht'90 in de Eerste divisie. In het seizoen 2000/01 trainde hij tot de winterstop Hoofdklasser Türkiyemspor. In 2001 was hij actief in de Verenigde Arabische Emiraten bij respectievelijk Al-Jazira en Al-Shabab. Medio 2003 werd Verbeek assistent-trainer bij FC Dordrecht en nam eind november de positie van hoofdtrainer over van Jos van Eck. In februari 2005 stapte hij op nadat de club voor het komende seizoen Jurrie Koolhof al vastgelegd had. Verbeek was trainer van Singaporese jeugdselecties en trainde in Japan Omiya Ardija. Verbeek werd vervolgens trainer in het Nederlandse amateurvoetbal bij Deltasport Vlaardingen en IFC. In 2010 volgde hij zijn broer Pim naar de Marokkaanse voetbalbond waar hij tot begin 2013 de onder 20 en onder 23 teams trainde. Na een interimperiode bij AGE, trainde hij vanaf 2015 VOC. Vanaf 2017 traint Verbeek Sparta AV. In maart 2019 keerde hij ad interim terug als trainer van IFC waarmee hij degradatie uit de Hoofdklasse wist te vermijden. In 2023 komt terug hij op z’n besluit om het trainerschap achter zich te laten, en start hij weer als trainer bij tweedeklasser CION uit Vlaardingen. In april 2024 gingen club en trainer uit elkaar. Hij vervolgde zijn loopbaan in het seizoen 2024/25 bij RCSV Zestienhoven.